# Fritz Reißner
Fritz Reißner (Lebensdaten unbekannt) war ein deutscher Fußballspieler.

## Karriere

### Vereine
Reißner gehörte den Vereinigten Breslauer Sportfreunden als Torhüter an, für die er in den vom Südostdeutschen Fußball-Verband organisierten Meisterschaften in der A-Liga der 1. Klasse Mittelschlesien, als eine von sechs Gauen, Punktspiele bestritt, Als Zweitplatzierter vier Punkte hinter dem Breslauer FV 06 war er mit seiner Mannschaft für die Endrunde qualifiziert. In dieser setzte sich sein Verein als Erster von acht teilnehmenden Mannschaften durch, wohl aber punktgleich mit dem Breslauer FV 06. Das notwendig gewordene Entscheidungsspiel gewann seine Mannschaft am 1. Mai 1927 mit 5:0 und war somit für die Endrunde um die Deutsche Meisterschaft qualifiziert. Auf der Spielstätte des VfB Breslau, der Sportpark Grüneiche, wurde das Achtelfinale gegen die SpVgg Fürth mit 1:3 verloren. In der Folgesaison schloss seine Mannschaft die A-Liga der 1. Klasse Mittelschlesien erneut als Zweitplatzierter ab, diesmal mit vier Punkten Abstand zum Breslauer SC 08, wie auch die Endrunde mit zwei Punkten Abstand ebenfalls hinter dem Breslauer SC 08. In der Endrunde um die Deutsche Meisterschaft unterlag er mit seiner Mannschaft am 8. Juli 1928 in Berlin Hertha BSC im Achtelfinale mit 0:7.

### Auswahlmannschaft
Als Spieler der Auswahlmannschaft des Südostdeutschen Fußball-Verbandes kam er im Wettbewerb um den Bundespokal zum Einsatz und erreichte am 29. April 1928 das auf der heimischen Schlesierkampfbahn angesetzte Finale. Mit den Toren seiner Mitspieler Arthur Boxhammer und Fritz Blaschke gewann seine Auswahlmannschaft mit 2:0 über die Auswahlmannschaft des Norddeutschen Fußball-Verbandes.

## Erfolge
- Zweiter der Südostdeutschen Meisterschaft 1927, 1928
- Zweiter der Breslauer Meisterschaft 1927, 1928
- Bundespokal-Sieger 1928